# Čtyřspřeží od sv. Marka
Čtyřspřeží od sv. Marka (také koně sv. Marka, kvadriga sv. Marka, quadriga marciana a podobně) je antická bronzová kvadriga (výtvarné znázornění čtyř koní, čtyřspřeží) v životní velikosti, dnes vystavená v dómském muzeu Baziliky svatého Marka v Benátkách. Koně původně zdobili lodžii západního průčelí dómu, dnes jsou na tomto místě jejich kopie. Původ ani doba vzniku sousoší nejsou spolehlivě známy. Sochy byly roku 1204 účastníky čtvrté křížové výpravy uloupeny během plenění Konstantinopole, kde snad stávaly v hippodromu. Uprostřed 13. století pak byly použity k výzdobě fasády benátské katedrály.